# 小倉碑文

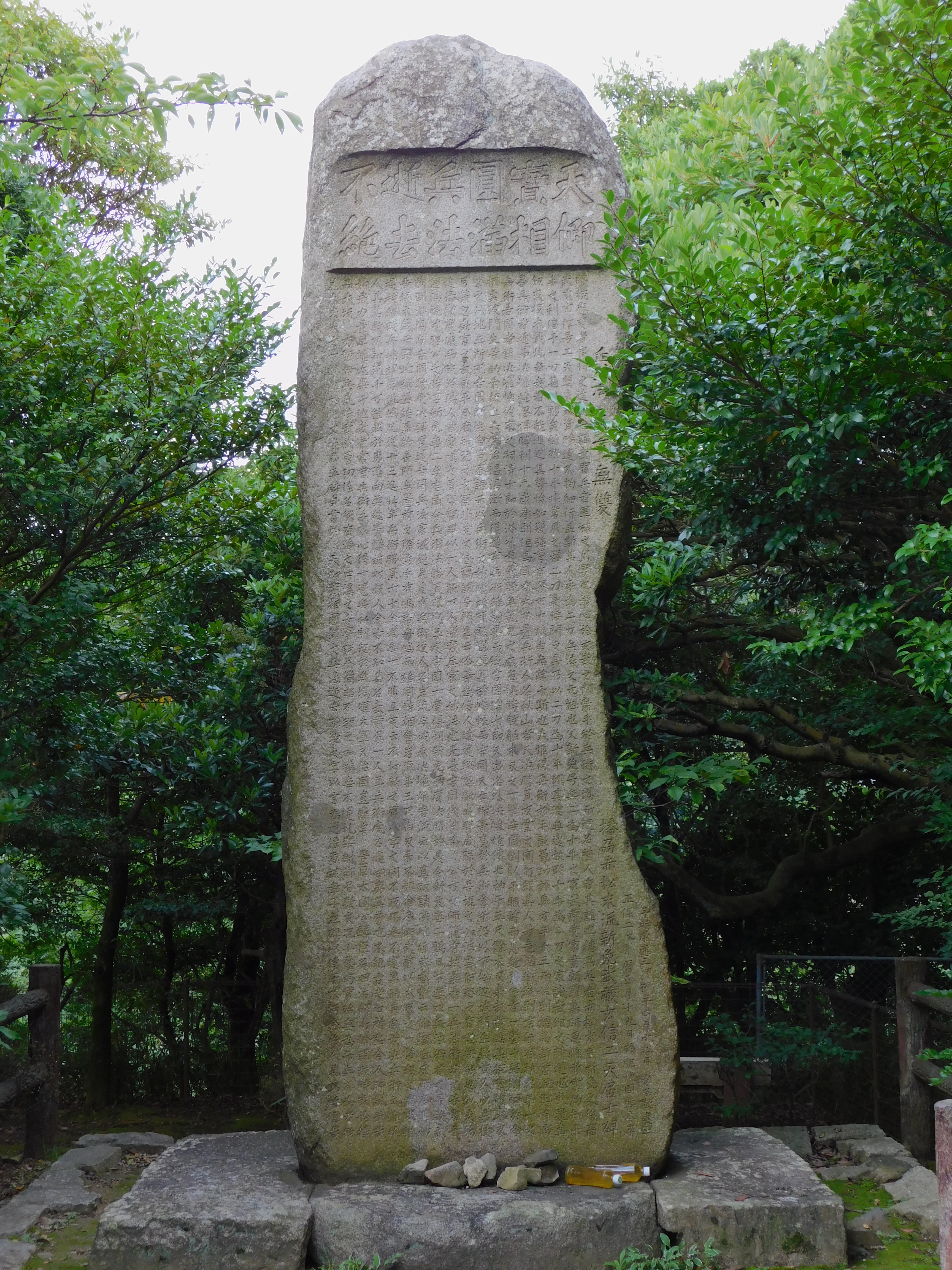
小倉碑文 (手向山山頂)

小倉碑文（こくらひぶん）は、宮本武蔵の養子の宮本伊織が武蔵の菩提を弔うために、承応3年（1654年）に豊前国小倉藩手向山山頂に建立した、自然石に刻まれた顕彰碑文。通称「小倉碑」。

## 概要
顕彰碑は、現在の福岡県北九州市小倉北区赤坂、門司区との境にある手向山の山頂にある。石碑は高さ4.5mの自然の巨石で、頂部に武蔵の遺言として「天仰實相圓満兵法逝去不絶」十二文字の大文字、その下一杯に、漢文で千百余文字の顕彰文が刻まれている。
『武州伝来記』『兵法先師伝記』『武公伝』『二天記』など武蔵の伝記に記された巌流島の決闘、吉岡一門との決闘をはじめとする武蔵の主要な伝承は、この小倉碑文を源としており、『五輪書』と共に武蔵を知る基本的史料となっている。

## 由来
承応3年（1654年）4月19日、武蔵の養子である豊前国小倉藩（小笠原藩）筆頭家老・宮本伊織貞次が、父武蔵を弔い、その事績を顕彰するために建立した。『宮本家由緒書』によれば手向山は墓地として小笠原忠真より拝領したものである。武蔵が肥後国熊本藩の客分の身分のまま、千葉城の自邸で死去して9年目の事であった。
以来350年間、ずっと豊前有数の名所として全国に知られ、歌川広重の『諸国名所百景』にも「宮本墓」として旅人の見物する様子が描かれている。遠景には巌流島も見えている。

## 碑文の誤伝
「小倉碑文」は江戸時代より諸書にその全文が掲載され、あるいは部分引用が為されているが、古い資料に見られる重要な誤りがそのまま孫引きされていることも多く見られるので注意を要する。
特に『二天記』記載文には重要な誤りが二箇所ある。
1. 武蔵の戒名
  - （二天記）兵法天下無雙　播州赤松末流新免武藏藤原玄信二天道樂居士碑
  - （碑文）兵法天下無雙　播刕赤松末流新免武藏玄信二天居士碑
2. 春山撰文
  - （二天記　碑文の末尾）右泰勝寺住持春山襌衲書之
  - （碑文）　なし

最初に「小倉碑文」を写して全文公開したのはおそらく『本朝武芸小伝』（1716年）であろう。しかし確認するとそこには春山撰文の文字はない。その次に古いのが『武州伝来記』（1727年）でこれにもない。春山撰文説の源は肥後の『武公伝』（1755年）であった。『二天記』がそれを原典として引き継いだので、全国に広まったようである。『二天記』では武蔵の葬儀で引導を渡したのも春山となっているが、武蔵の葬儀を差配した熊本藩家老長岡監物と宮本伊織の往復書簡によれば、葬儀を取り仕切ったのは泰勝院開山大淵和尚である。泰勝寺2世の春山と武蔵の交流を示す史料は無く、宮本家にも春山に撰文を依頼した伝承は無い。
『二天記』を写したものにはもう一つ特徴的な誤りも写しているのですぐに判定できる。それは碑文冒頭大文字入刻の戒名が「新免武蔵藤原玄信二天道樂居士」となっている。原文は「玄信二天居士」で「藤原」も「道樂」もないのである。｢二天道樂｣の居士名は福田正秀の研究で武蔵が事実使用していた事がわかっている。｢二天｣は肥後入国時から使用していたのが自筆書状で証明されるので、その以前小倉時代から使用していたと考えられるが、「二天道樂」は肥後熊本のみで使用したものである。戦災で焼けて今は写真でしか見ることが出来ないが、熊本の泰巌寺旧蔵（元は鍛治屋町の養寿院蔵）の武蔵の位牌は「新免武藏藤原玄信二天道樂先生之神儀」となっている。この事を紹介しているのが『武公伝』である。このことから、この位牌を見た豊田正剛が碑文の写しに書き加えたものと判断される。

## 碑文全文
（読み下し）